# Jan Kolář (vzpěrač)
Jan Kolář (* 18. května 2002 Kroměříž) je český sportovec, vzpěrač, atlet, silový trojbojař, politik a aktivista, od roku 2022 zastupitel města Holešov na Kroměřížsku. Od roku 2018 je členem české juniorské vzpěračské reprezentace a od roku 2022 i členem české akademické reprezentace. V roce 2021 se stal mistrem světa ve dřepu v kategorii juniorů do 19 let. Je členem TOP 09 a mládežnické organizace TOP tým.

## Život
Dětství prožil se svými rodiči v obci Kurovice nedaleko Holešova. Základní školu začal navštěvovat v Ludslavicích, kde absolvoval první stupeň základního vzdělání. Od 6. ročníku navštěvoval Gymnázium Ladislava Jaroše v Holešově, kde v roce 2021 odmaturoval. Po maturitě začal studovat obor Jaderné inženýrství na Fakultě jaderné a fyzikálně inženýrské na ČVUT. V Holešově byl od dětství aktivní zejména ve sportovních spolcích. Od útlého mládí hrál fotbal za SFK Elko Holešov, vzpíral za TJ Holešov a dělal judo v oddíle SKP Holešov. Později začal v Holešově i s občanskými aktivitami. Na příklad založil v Holešově místní organizaci Mladých demokratů nebo vystoupil na demonstraci Milionu chvilek pro demokracii.

### Ocenění
V roce 2019 byl oceněn sportovcem roku města Holešov v kategorii do 20 let za rok 2018 a v roce 2021 jej Týdeník Kroměřížska zařadil mezi nejúspěšnější sportovce Kroměřížského regionu za rok 2020. V roce 2022 jej Český svaz vzpírání v rámci ankety Zlatá činka vyhodnotil jako 2. nejlepšího juniora do 20 let v ČR za rok 2021.

## Sportovní kariéra

### Vzpírání

#### Závodní kariéra

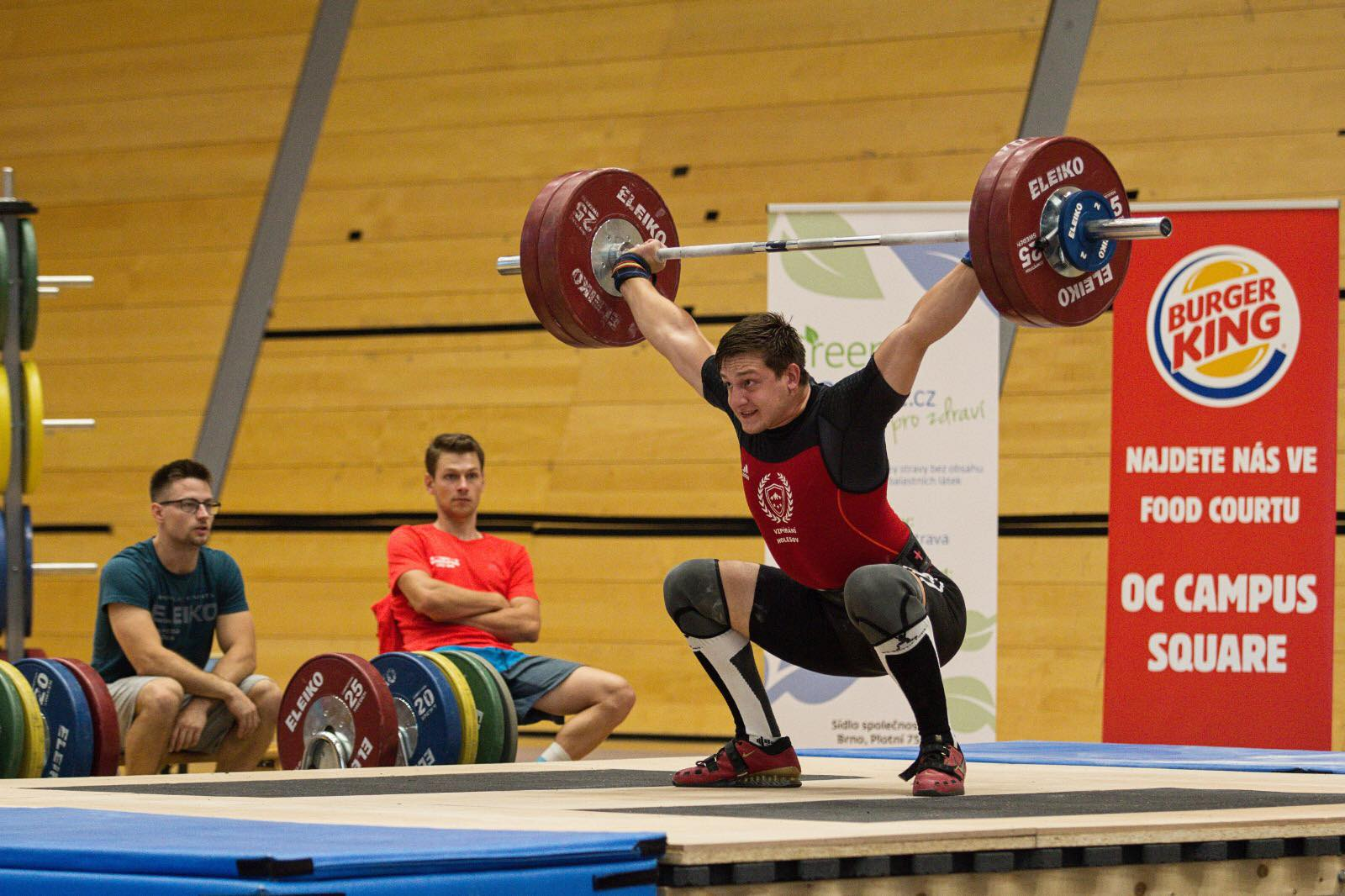
Jan Kolář, trh

Od roku 2009 soutěží Jan Kolář za TJ Holešov. V roce 2021 začal soutěžit i II. německou bundesligu za tým KG Görlitz-Zittau. Ve stejném roce byl zařazen do akademického výběru UNIS vrcholového sportovního resortního centra VICTORIA VSC. Během své závodní kariéry vyhrál zatím 11x titul mistra ČR v různých věkových kategoriích a je aktuálně držitelem 9 národních rekordů v kategoriích do 17 a 20 let. V roce 2018 zažil svůj premiérový reprezentační start na Mistrovství Evropy juniorů do 17 let v Miláně, kde obsadil za výkon 102 kg v trhu a 131 kg v nadhozu v kategorii do 94 kg 10. místo. V roce 2019 startoval na Mistrovství Evropy juniorů do 17 let v Ejlatu, kde za výkon 119 kg v trhu a 143 kg v nadhozu obsadil v kategorii do 102 kg 7. místo. V roce 2020 se umístil na 3. místě v mezinárodním Turnaji olympijských nadějí V4 do 18 let. V roce 2021 obsadil na Mistrovství Evropy juniorů do 20 let v Rovaniemi v kategorii do 102 kg 6. místo za výkon 141 kg v trhu a 165 kg v nadhozu. V roce 2022 se jako první vzpěrač reprezentující TJ Holešov kvalifikoval na Mistrovství světa juniorů do 20 let, které se uskutečnilo v Heráklionu, kde za výkon 138 kg v trhu a 169 kg v nadhozu obsadil v kategorii do 109 kg v olympijském dvojboji celkové 10. místo a v nadhozu vybojoval 9. příčku. 

#### Trenérská a funkcionářská kariéra
Od roku 2018 je Jan Kolář trenérem v oddílu TJ Holešov. V roce 2021 jeho svěřenci vybojovali 5 zlatých, 3 stříbrné a 3 bronzové medaile na Mistrovství ČR v různých věkových kategoriích. Od roku 2021 je členem komise mládeže Českého svazu vzpírání, kde má na starost zejména tréninkovou přípravu mládeže do 12 let. V roce 2022 se stal reprezentačním trenérem na Turnaji olympijských nadějí V4 do 18 let.

### Silový trojboj

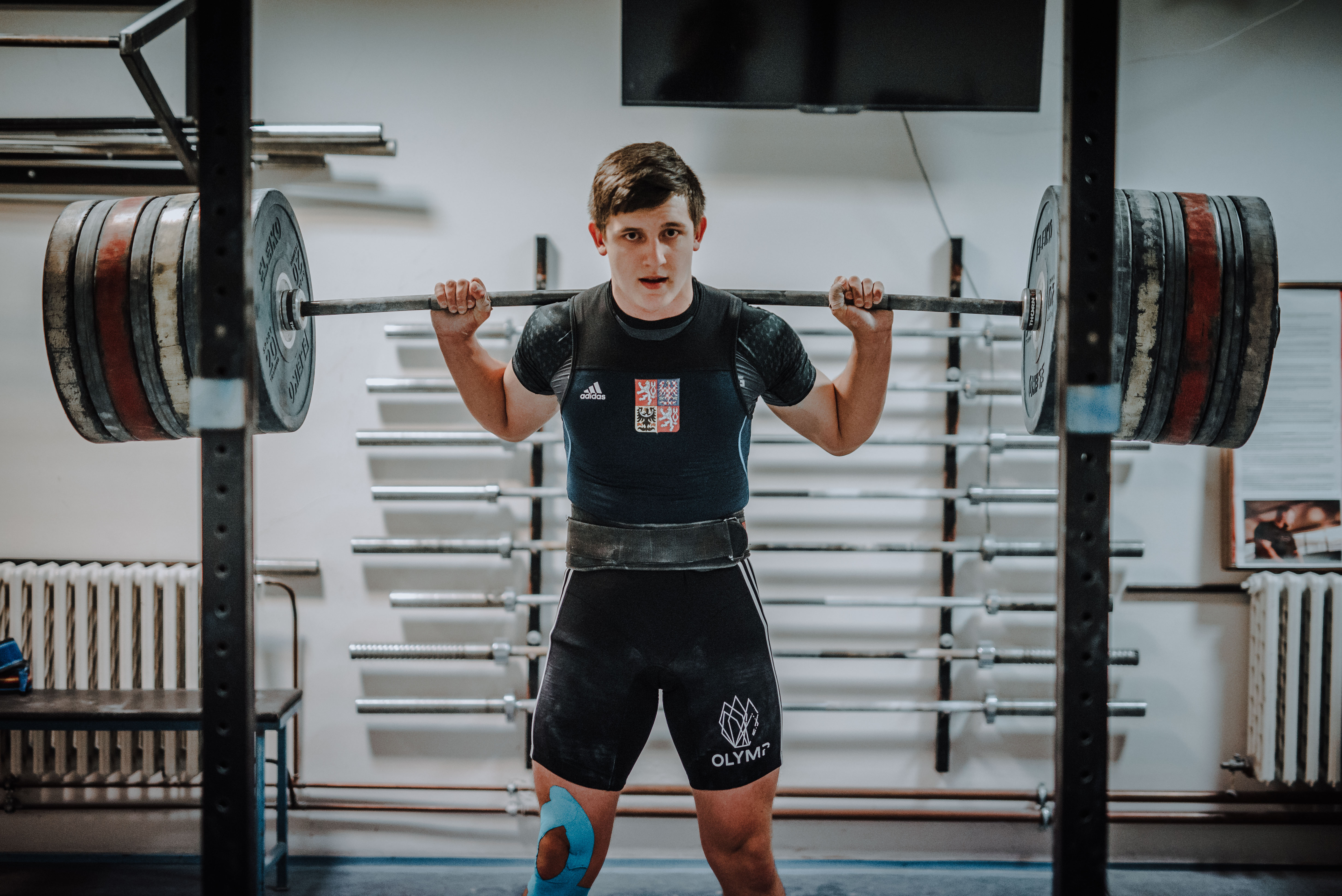
Jan Kolář, dřep

V roce 2020 se stal členem Federace českého silového trojboje v oddíle SKP Holešov. Ve stejném roce zažil svůj první reprezentační start v silovém trojboji na Mistrovství Evropy GPC v Trnavě. Ve věkové kategorii do 19 let a v hmotnostní kategorii do 100 kg zde v disciplíně dřep obsadil s výkonem 202,5 kg 1. místo. V roce 2021 startoval na Mistrovství světa GPC v Pabianicích. Ve věkové kategorii do 19 let a v hmotnostní kategorii do 100 kg obsadil v disciplíně dřep za výkon 210 kg 1. místo a v celém silovém trojboji skončil s výkonem 547,5 kg na 4. místě. V roce 2022 startoval na Mistrovství Evropy GPC v Trutnově, kde ve věkové kategorii do 23 let a v hmotnostní kategorii do 100 kg obsadil v disciplíně dřep 2. místo.

### Atletika
V roce 2020 byl zaregistrován v oddíle Atletika Holešov, za který startoval několik ligových a regionálních soutěží. Na Mistrovství Moravy a Slezska v Olomouci se ve vrhu koulí výkonem 13,51 m umístil mezi juniory do 19 let na 3. místě. Díky tomuto výkonu se kvalifikoval na Mistrovství ČR do 19 let v Ostravě, kde obsadil 12. místo za výkon 10,85 m. Na začátku roku 2021 se kvalifikoval na Halové Mistrovství ČR do 19 let v Ostravě, kde se s výkonem 13,08 m umístil na 9. místě.

## Politika

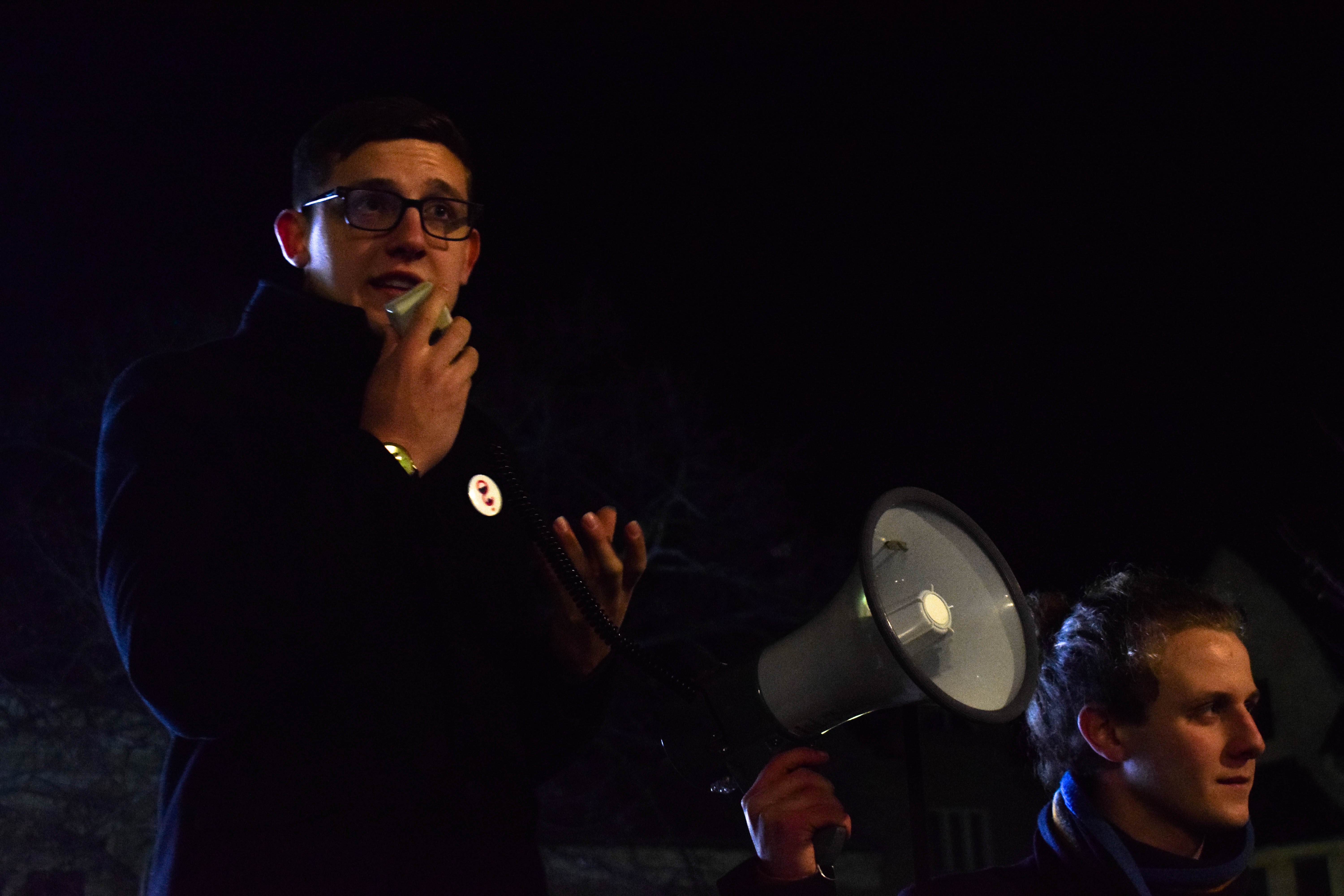
Jan Kolář na proti vládní demonstraci 2019

Ve svých 15 letech vstoupil v roce 2017 do mládežnické organizace TOP tým, jejíž krajskou organizaci ve Zlínském kraji vedl jako předseda v letech 2020 a 2021. Od roku 2021 působí jako 1. místopředseda. V roce 2018 vstoupil do mládežnické organizace Mladí demokraté. Na začátku roku 2019 se stal spoluzakladatelem místní organizace Mladí demokraté Holešov a byl zvolen jejím 1. místopředsedou. Ve stejném roce se stal i předsedou Krajské rady MD Zlínský kraj. V roce 2020 byl zvolen předsedou místní organizace Mladí demokraté Holešov. Na konci roku 2020 ukončil své členství v mládežnické organizaci Mladí demokraté.
Ve svých 18 letech v roce 2020 vstoupil do politické strany TOP 09. V roce 2021 se stal místopředsedou regionální organizace TOP 09 Zlín a členem krajského výboru TOP 09 Zlínský kraj. V roce 2022 kandidoval do Zastupitelstva města Holešov na kandidátní listině „Koalice pro Holešov“. Ve volbách uspěl a získal mandát. Stal se tak nejmladším zastupitelem města Holešov v historii a aktuálně nejmladším zastupitelem na Kroměřížsku. Dne 21.11 jej Rada města Holešov zvolila předsedou Komise pro rozvoj sportu Rady města Holešov.

## Zajímavosti
V roce 2019 vystoupil jako 1. místopředseda MD Holešov na proti vládní demonstraci organizované spolkem Milion chvilek pro demokracii. V roce 2022 se stal jedním ze spoluautorů petice za zrušení registračního a záchytného centra pro migranty v prostorech areálu policejní školy v Holešově.